# Johannes Joner
Johannes Joner, född 1 november 1958, är en norsk skådespelare. Han är kusin till skådespelaren Kristoffer Joner.

## Filmografi (urval)
- 2024 – La Palma (TV-serie)
- 2006 - Den brysomme mannen
- 1999 - Olsenbandens sista stöt
- 1996 - Hamsun
- 1995 - Kjærlighetens kjøtere
- 1990 - Smykketyven
- 1987 - Hip Hip Hurra!